# Paavo Haavikko

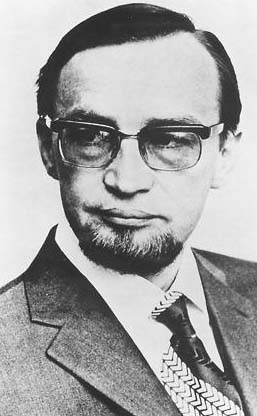
Paavo Haavikko (1960)

Paavo Juhani Haavikko (* 25. Januar 1931 in Helsinki; † 6. Oktober 2008 ebenda) war ein finnischer Schriftsteller.

## Leben und Werk
Paavo Haavikko debütierte 1951 mit der Gedichtsammlung Tiet etäisyyksiin. 1960 erschien sein erstes Theaterstück Münchhausen. Besonders seine Texte in der Novellensammlung Lasi Claudius Civiliksen salaliittolaisten pöydällä erregten 1964 Aufsehen. Weiteren Erfolg hatte er mit dem Theaterstück Sulka (1970). Paavo Haavikko verfasste auch das Libretto für die finnischen Opern Ratsumies (1974) und Kuningas lähtee Ranskaan (1984) von Aulis Sallinen.
Von 1967 bis 1983 arbeitete Paavo Haavikko neben seiner schriftstellerischen Tätigkeit als Literaturleiter des Verlags Otava und gründete die Verlagsgemeinschaft Art House, deren Geschäftsführer er von 1989 bis 2001 war. Darüber hinaus nahm Paavo Haavikko kritisch zu gesellschaftlichen Fragen Stellung und veröffentlichte zahlreiche Beiträge in Zeitungen und Zeitschriften zu tagespolitischen Themen und zur Literatur.

## Arbeitsweise
Zur Arbeitsweise des Autors schreibt die FAZ vom 7. Juli 1997 (Der Wein liebt die Bäume):
Der Dichter nutzt alle Möglichkeiten der Alltagssprache und operiert mit den Termini der Alltagswelt, mit Begriffen aus Politik, Wirtschaft, Börse. Vom Geld ist erstaunlich oft und kennerisch die Rede. Es finden sich Zeilen wie: "Unternehmensverluste, sinkende Konsumtion, aber Abwicklung der Kapitalbesteuerung. Man zähle Haavikko zwar zu den europäischen Dichtern, doch sei er in Deutschland weniger bekannt als z. B. seine schwedischen Kollegen.
Weiter heißt es in der Bewertung: Haavikko hat einen emphatischen Begriff von Poesie. Er ist aber kein Dichter für Dichter, ja nicht einmal ein Autor mit einer offenkundigen linguistischen Passion. Er verwendet ohne Scheu die Begriffe "Erlebnisdichtung" und "Botschaft". Er möchte, daß sein Gedicht "als geschlossene Einheit unbedingt klar und einfach zu begreifen wäre", und verwundert sich über das Paradox, daß solche Ansprüche seine Lyrik schwer verständlich machen. Ihre Schwierigkeiten liegen nicht so sehr im Gesagten, sondern in dem, was vorausgesetzt oder verschwiegen wird. Also nicht in den Sätzen, sondern in den Lücken dazwischen. Nicht in der Logik, sondern in ihren Sprüngen.

## Auszeichnungen
Paavo Haavikko wurde mit zahlreichen Literaturpreisen geehrt, unter anderem 1963 mit dem Eino-Leino-Preis (den er nicht angenommen hat), dem Aleksis-Kivi-Preis (1966), dem Neustadt International Prize for Literature (1984), dem Nordischen Preis der Schwedischen Akademie (1993) und der Auszeichnung Poeta Finlandiae als Lyriker des Jahres 1996. Ebenfalls 1969 wurde er der jüngste Ehrendoktor der Universität Helsinki.
Helmut Heißenbüttel schrieb im Cover des Buches von Paavo Haaviko Zwei Erzählungen über den Autor: Keine neuen Namen in der skandinavischen Literatur? An einem schon mehr als genug, um daran völlig neue, vielfältige Beziehungen anzuknüpfen. (Übersetzt wurde das Buch von Manfred Peter Hein; Otava Verlag AG, Helsinki; 1981; ISBN 951-1-06379-0). Der Band mit den beiden deutschen Erzählungen Haavikos wurde im Rahmen einer Vereinbarung der Verlage Klett Kotta, Stuttgart, und Otava, Helsinki, 1981 publiziert. Gedruckt wurde das Buch jedoch in Finnland.

## Wichtigste Werke
- Tiet etäisyyksiin (1951)
- Tuuliöinä (1953)
- Synnyinmaa (1955)
- Lehdet lehtiä (1958)
- Talvipalatsi (1959)
- Yksityisia asioita (1960)
- Toinen taivas ja maa (1961)
- Vuodet (1962)
- Puut, kaikki heidän vihreytensä (1966)
- Agricola ja kettu (1968)
- Sulka (1970)
- Puhua, vastata, opettaa (1972)
- Kuningas lähtee Ranskaan (1974)
- Kaksikymmentä ja yksi (1974)
- Kansakunnan linja (1977)
- Rauta-aika (1982)
- Kullervon tarina (1982)
- Ratsumies (1974)
- Yritys omaksikuvaksi (1987)
- Kansalaisvapaudesta (1989)
- Vuosien aurinkoiset varjot (1994)
- Prospero (1995)
- Kahden vuoden päiväkirja (2001)
- Ei. Siis kyllä (2006)